# Llargada de cap a gropa
La llargada de cap a gropa és un terme per a indicar la longitud d'una espècie d'animal, sobretot en els mamífers, però també en les sargantanes, els crocodilians i els urodels. És la llargada des del principi del musell fins al principi de la cua (en animals grossos) o fins a l'anus (en animals petits).
La llargada de cap a gropa és diferent de la llargada corporal o total perquè no s'hi inclou la llargada de la cua. Per mesurar la llargada de cap a gropa de petits animals, es posen panxa amunt sobre un peu de rei, mentre que en el cas dels animals més grossos es fa amb una cinta mètrica.
| Llargada màxima de cap a gropa de diversos animals mascles (cm) | Llargada màxima de cap a gropa de diversos animals mascles (cm) |
| --------------------------------------------------------------- | --------------------------------------------------------------- |
| Elefant africà de sabana                                        | 730 cm                                                          |
| Girafa                                                          | 480 cm                                                          |
| Rinoceront blanc                                                | 400 cm                                                          |
| Tigre de Bengala                                                | 310 cm                                                          |
| Ós polar                                                        | 250 cm                                                          |
| Cérvol comú                                                     | 210 cm                                                          |
| Lleopard                                                        | 190 cm                                                          |
| Goril·la occidental                                             | 170 cm                                                          |
| Cangur vermell                                                  | 140 cm                                                          |
| Guineu roja                                                     | 41 cm                                                           |
| Mostela                                                         | 31,4 cm                                                         |
| Ratolí de les collites                                          | 8 cm                                                            |
| Musaranya etrusca                                               | 5,2 cm                                                          |